# 李椿 (南宋)
李椿（1111年—1183年），字寿翁，南宋洺州永年人。
李椿因父亲在靖康之难时战死，以遗泽补迪功郎、潭州衡山县尉。升任宁国军节度推官，以吏才精强被人所称道。张浚征辟他为制司准备差遣，李椿奔走于淮甸之间，安抚流民，布置屯戍，体察军情，筹划周密。以政绩官至直龙图阁、湖南运副。宋孝宗时，知鄂州，实行垦田，复业数千户，大开旷土。改任广西提点刑狱。召为吏部郎官，进升为司农卿兼知临安府，得罪执政，出知婺州。不久升为吏部侍郎，极论宦官之祸当严禁与士大夫、兵将交往，以警示孝宗。后任显谟阁待制、知潭州、湖南安抚使。在任改盐法，复酒税法，逢大旱之年，蠲租十一万，粜常平米二万，救活数万人。训练将士，很有政绩，进敷文阁直学士，年老告归致仕，终老野塘。去世后，朱熹为其作铭，赞颂他“不阿主好，不诡时誉”。